# Het pijnlijkste ogenblik
Het pijnlijkste ogenblik is een hoorspel naar de drie eenakters Den svåra stunden (1918) van Pär Lagerkvist. De VARA zond het uit op woensdag 14 november 1979. De vertaling was van Ruurd van Wijk, de regisseur was Ad Löbler. Het hoorspel duurde 24 minuten.

## Rolbezetting
- Jan Borkus (de eerste heer)
- Hans Karsenbarg (de tweede heer)

## Inhoud
We zijn getuige van een ontmoeting tussen twee heren. De eerste is juist ten gevolge van een treinongeluk in het dodenrijk beland. Hij is het zich nog niet bewust en door een wonderlijke speling van het lot wordt hij voorzichtig van de situatie op de hoogte gebracht door de tweede heer - deze is in de omgeving al thuis -, wiens vrouw met de eerste heer een liefdesverhouding heeft gehad. Het spookachtige gesprek tussen de twee rivalen in de macabere omgeving van de tunnel is geladen met spanning…